# Гудвин, Амина
Амина Гудвин (англ. Amina Beatrice Goodwin; 5 декабря 1867 года, Манчестер — 10 марта 1942 года, Элмбридж, Суррей) — британская пианистка.
Дочь и ученица скрипача и органиста Джона Лоуренса Гудвина. В девять лет дебютировала с оркестром Халле, исполнив концерт ми бемоль мажор Яна Ладислава Дусика. В одиннадцатилетнем возрасте поступила в Лейпцигскую консерваторию, где занималась у Карла Райнеке (клавир) и Саломона Ядассона (композиция). Затем училась в Парижской консерватории у Эли Мириама Делаборда, посетила Ференца Листа в Веймаре и, наконец, совершенствовала своё мастерство во Франкфурте-на-Майне под руководством Клары Шуман — это влияние оказалось наиболее значительным, сделав Гудвин пропагандисткой творчества Роберта Шумана.
Уже в 1880-е годы, до окончания своей учёбы, Амина Гудвин концертировала в Лондоне, в том числе в Хрустальном дворце и театре Ковент-Гарден. Окончательно обосновавшись в Лондоне в 1892 году, выступала с сольными концертами, затем работала прежде всего как ансамблист, в составе Лондонского трио (1899—1927, с виолончелистом Уильямом Уайтхаусом и менявшимися скрипачами, среди которых были Акилле Симонетти и Альберт Саммонс). Осуществлённые этим коллективом записи 1905 года — части из фортепианных трио Бетховена, Мендельсона и Шумана — были, вероятно, первыми профессиональными записями камерного ансамбля в истории звукозаписи. С 1890-х гг. занималась педагогической работой: в 1892 г. выпустила пособие «Практические приёмы техники и туше при игре на фортепиано» (англ. Practical hints on the technique & touch of pianoforte playing), основанное на методах Клары Шуман, в 1895 г. основала в Лондоне музыкальную школу для девочек.